# Moshe Reuven Azman
Moshe Reuven Azman (en ukrainien : Моше́ Ре́увен Асма́н, en hébreu : משה ראובן אסמן), né le 14 mars 1966 à Léningrad (URSS), est un rabbin ukrainien. Il est désigné grand-rabbin d'Ukraine.

## Biographie
Moshe Reuven Azman est né le 14 mars 1966 à Léningrad (URSS),,,,. 
En février 2024, au cours de l'invasion de l'Ukraine par la Russie, il annonce la mort au combat de l'un de ses fils adoptifs.